# Elaphropeza bihamata
Elaphropeza bihamata är en tvåvingeart som först beskrevs av Mario Bezzi 1904.  Elaphropeza bihamata ingår i släktet Elaphropeza och familjen puckeldansflugor. Inga underarter finns listade i Catalogue of Life.